# ザールラント州

ザールラント州
Saarland

| ザールラント州の旗 | ザールラント州の紋章 |
| ------------------ | -------------------- |
| 州旗               | 州の紋章             |
| 州歌               | なし                 |

| 州都                            | ザールブリュッケン                              |
| 面積                            | 2,569.69 km² （第13位）                         |
| 人口 - 総計 - 人口密度          | （2022/12/31） 992,667 人 （第15位） 386 人/km² |
| ISO 3166-2:DE                   | DE-SL                                           |
| 公式サイト                      | ザールラント州政府                              |
| 政 治                           |                                                 |
| 州首相                          | アンケ・レーリンガー                            |
| 与党                            | SPD                                             |
| 前回選挙                        | 2022年3月27日                                   |
| 次回選挙                        | 2027年（予定）                                  |
| 連邦参議院（上院） での投票権数 | 3                                               |
| 地 方                           |                                                 |
| 市町村数 * 独立市               | 52 0                                            |

ザールラント州（ザールラントしゅう、ドイツ語: Saarland, フランス語: Sarre）は、ドイツの連邦州の中西部の南方にある州。石炭の産地で、産業の要所であった。フェルクリンゲンの製鉄所跡は、ユネスコの世界遺産に登録されている。
第一次世界大戦後は国際連盟の管理下に、第二次世界大戦後はフランス領管理下に置かれた。1950年5月9日、フランスのモーリス・シューマン外相は、ザールの石炭資源などを西ドイツとの間で共同管理する内容を盛り込んだ「シューマンプラン」を提唱、西欧6カ国から承認を得るなど影響力の確保に邁進。親ドイツ政党を禁止するなどの政治的弾圧を行い、住民投票によってこの地域を独立させようとしたが、投票では住民が独立を拒んで西ドイツ（当時）への復帰を選択した。1957年1月1日に西ドイツに復帰した。

## 地理
ドイツの西南部に位置しており、北と東はラインラント＝プファルツ州に、南はフランスのロレーヌ地方に、西端はルクセンブルクに接する。近年は、ロレーヌおよびルクセンブルクとの国境を越えた地域協力が盛んである。

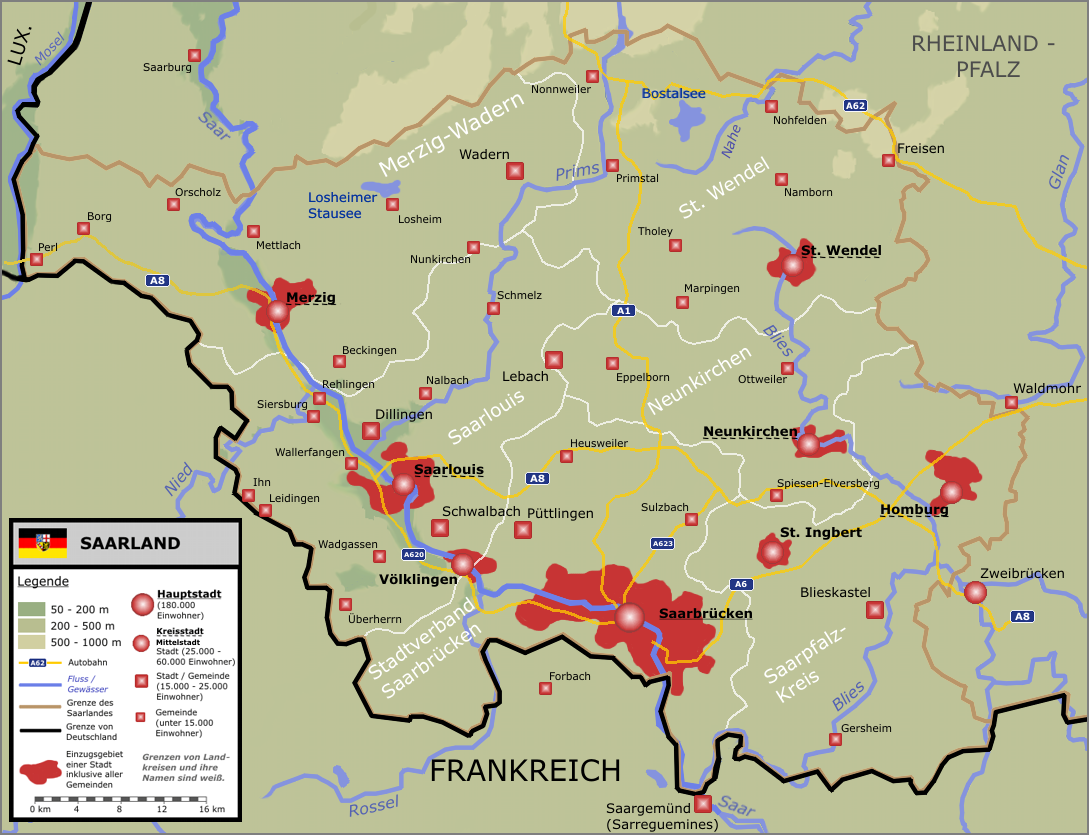
ザールラント州 (1089x835, 459 KB)

## 文化
ルクセンブルク、ラインラント＝プファルツ州西部（コブレンツ以西のコッヘムとトリーアやアーヘンも含む）と同様に、フランス文化の影響を濃厚に残している特徴がある。逆にフランス東端部のアルザス地方はドイツ文化の要素を濃厚に残している。
また、国民の中にはフランス語で日常会話をしている者もいる。

## 政治

### 州議会

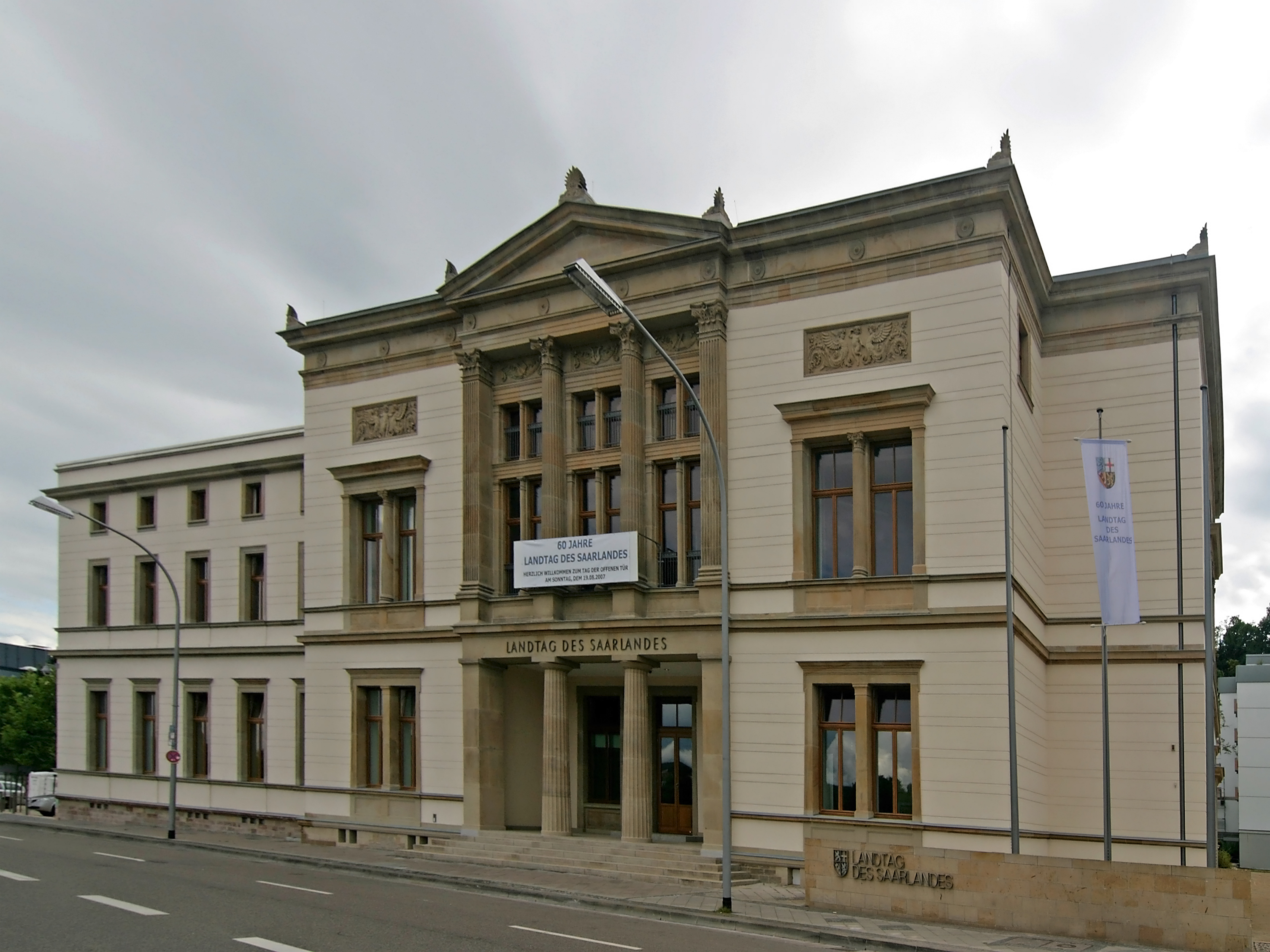
州議会議事堂

ザールラント州議会勢力図（2022年選挙結果）

州議会 (Landtag) は一院制で定数は51。2022年3月27日に行われた州議会選挙での、各党の「得票率／獲得議席数(前回2017年選挙からの増減)／議席占有率」は以下の通りである。
- ドイツ社会民主党 (SPD)　43.5%／29議席(+12)／56.9%
- ドイツキリスト教民主同盟 (CDU)　28.5%／19議席(-5)／37.3%
- ドイツのための選択肢 (AfD)　5.7%／3議席(±0)／5.9%

　――――――――――――――――――――――――――――――――――
- 同盟90/緑の党 (GRÜNE)　5.0%／0議席(±0)／0%　　※阻止条項によりこれら３党は議席を獲得できなかった。
- 自由民主党 (FDP)　4.8%／0議席(±0)／0%
- 左翼党 (Linke)　2.6%／0議席(-7)／0%

2009年8月の選挙後に州レベルでは初となるCDU・自由民主党 (FDP)・同盟90/緑の党の「ジャマイカ連立」が成立したが、閣内不一致から任期満了を待たずに崩壊、州議会を解散して連立の組み直しを図ることになった。
選挙の結果、CDUは第一党の座を守ったものの、最有力の連立パートナーであるFDPは過去最低の得票率1.2%に留まり、阻止条項を突破できず全議席を失った。そのため改選前から4議席上積みしたSPDとの大連立政権を選択することになった。なおこの選挙でドイツ海賊党がベルリンに次いで2例目となる州議会進出を果たしている。
2017年の州議会選挙では、CDUは議席を伸ばしたものの過半数に届かず、SPDは微減に留まった。一方、緑の党と海賊党は議席を失い、極右政党のドイツのための選択肢が3議席を獲得した。この結果、CDUとSPDの大連立政権が継続することとなった。
2022年、SPDは、前年の国政での政権交代以来初となる地方選挙として臨み、23年ぶりに勝利を獲得。ショルツ連邦首相の権力基盤が強化された。いっぽう、CDUは議席を減少させ、オスカー・ラフォンテーヌ元州首相が創立者の一人であることから一定の地盤を有していた左翼党は阻止条項を下回り、全議席を失った。

### 歴代州首相
1. 1947-1955: ヨハネス・ホフマン (Johannes Hoffmann)CVP
2. 1955-1956: ハインリヒ・ヴェルシュ (Heinrich Welsch) 無所属
3. 1956-1957: フーベルト・ナイ (Hubert Ney) CDU
4. 1957-1959: エゴン・ライネルト (Egon Reinert) CDU
5. 1959-1979: フランツ＝ヨーゼフ・レーダー (Franz-Josef Röder) CDU
6. 1979–1979: ヴェルナー・クランプ (Werner Klumpp) FDP
7. 1979-1985: ヴェルナー・ツァイヤー (Werner Zeyer) CDU
8. 1985-1998: オスカー・ラフォンテーヌ (Oskar Lafontaine) SPD
9. 1998-1999: ラインハルト・クリムト (Reinhard Klimmt) SPD
10. 1999-2011: ペーター・ミュラー (Peter Müller (Ministerpräsident)) CDU
11. 2011–2018: アンネグレート・クランプ＝カレンバウアー (Annegret Kramp-Karrenbauer) CDU
12. 2018–2022: トビアス・ハンス（ドイツ語版）(Tobias Hans) CDU
13. 2022–現職: アンケ・レーリンガー(Anke Rehlinger) SPD

## 地方行政
州は、以下の5つの郡、および、郡と同等の都市連合 (Stadtverband) からなる。
1. メルツィヒ＝ヴァーダーン郡 (Landkreis Merzig-Wadern) - メルツィヒ (Merzig)
2. ノインキルヒェン郡 (Landkreis Neunkirchen) - ノインキルヒェン (Neunkirchen)
3. ザールブリュッケン都市連合 (Regionalverband Saarbrücken) - ザールブリュッケン (Saarbrücken)
4. ザールルイ郡 (Landkreis Saarlouis) - ザールルイ (Saarlouis)
5. ザールプファルツ郡 (Saarpfalz-Kreis) - ホンブルク (Homburg)
6. ザンクト・ヴェンデル郡 (Landkreis St. Wendel) - ザンクト・ヴェンデル (St. Wendel)

### その他の都市

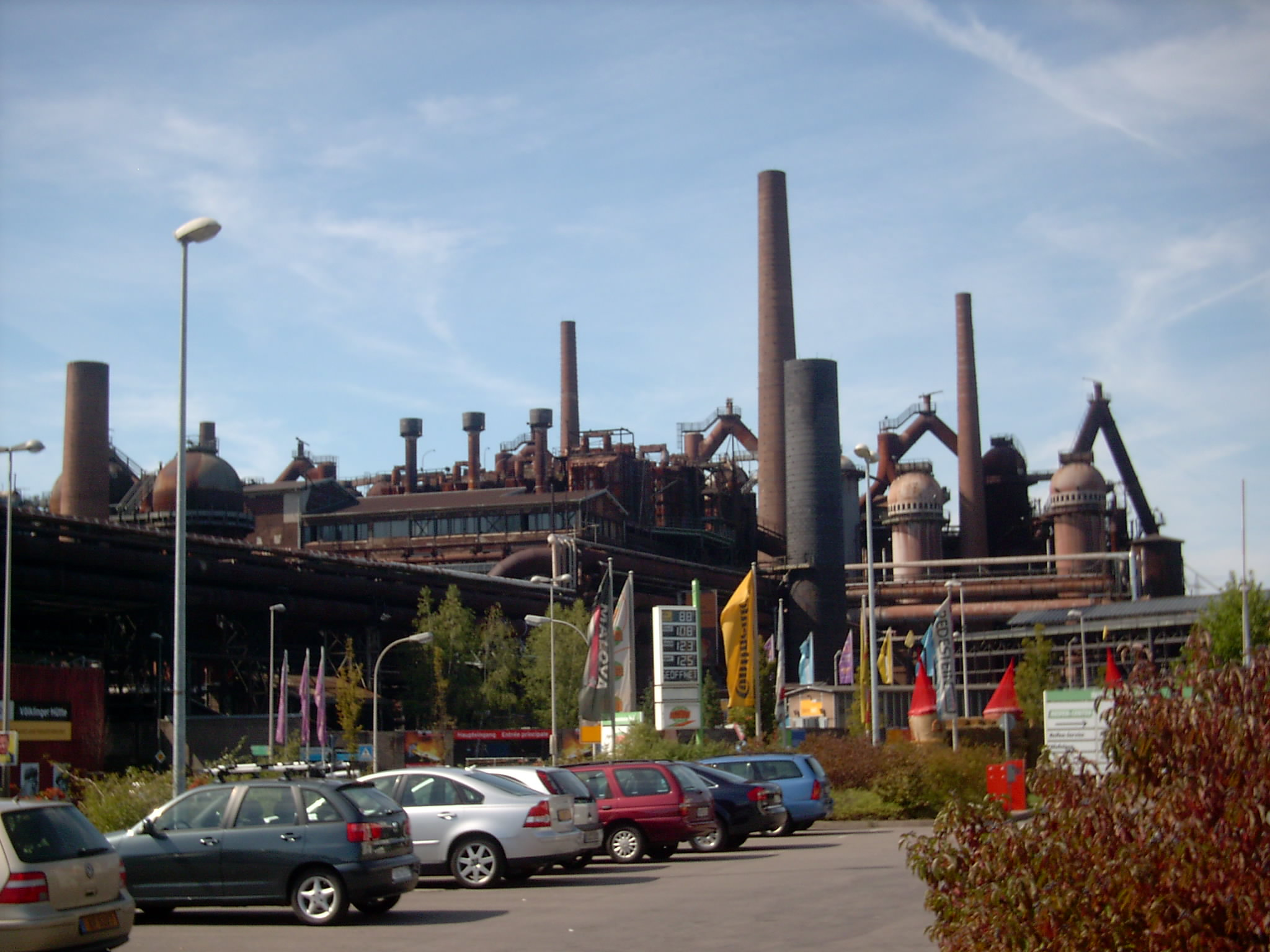
フェルクリンゲン製鉄所

- フェルクリンゲン (Völklingen)

## シンボル

州の紋章
州旗

州の紋章と旗は、法律によって1956年7月9日に制定され、1957年1月1日から施行された。
紋章は、下部が半円形の盾を4分割して、それぞれにザールラントの州域をかつて統治していた領邦君主の紋章を描く。
- デキスター・チーフ（向かって左上部分）には、ナッサウ＝ザールブリュッケン伯の紋章、青地に2本の尻尾をもつ銀の獅子が描かれる。獅子には、金の冠、銀の爪、赤い舌があり、背景には十字型の星が9つちりばめられている。
- シニスター・チーフ（向かって右上部分）には、トリーア選帝侯の紋章、銀地に赤い十字が描かれている。
- デキスター・ベース（向かって左下部分）には、ロートリンゲン公の紋章、金地に3羽の銀の鷲の意匠がある赤い帯が斜めにかけられている。
- シニスター・ベース（向かって右下部分）には、プファルツ＝ツヴァイブリュッケン公の紋章、黒地に金の獅子が描かれている。この獅子は、赤い冠、赤い爪、赤い舌をもつ。

州の旗は、黒・赤・金のドイツ国旗の中央に、州の紋章を配置したものである。黒・赤・金は州の色でもある。第二次世界大戦後、ドイツに復帰するまでの間は、フランス国旗と同じ青・白・赤を使って、スカンディナヴィア十字がデザインされた旗を使用していた。